# Renault 7
La Renault 7 o Renault Siete è la versione a 3 volumi e 4 porte della Renault 5, prodotta dalla casa automobilistica francese Renault tra il 1974 ed il 1984.
Riservata al solo mercato spagnolo, era costruita vicino a Valladolid e fu prodotta in poco meno di 140.000 esemplari.

## Il contesto
La meccanica era la stessa della R5, salvo la cilindrata del motore portata da 956 a 1037 cm³ con potenza di 50 CV, mentre le differenze estetiche, oltre alla coda, riguardavano i paraurti in metallo anziché in plastica e gli interni rivisti in vari particolari. Disponibile negli allestimenti L e TL, venne aggiornata nel 1980 con l'introduzione di nuovi interni e paraurti in plastica, di un nuovo motore di 1108 cm³ sempre da 50 CV comune alla gamma R5. La nuova versione comprendeva gli allestimenti TL e GTL.
Uscì di listino nel 1984 e non fu riproposta con la nuova serie Super 5. Può essere considerata sua vera erede la Renault Thalia derivata dalla seconda generazione della Renault Clio e proposta sui mercati (Spagna, Grecia, Portogallo, Eire, Turchia, Egitto) in cui le vetture a 3 volumi sono ancora molto apprezzate.
Anche se il concetto di tre volumi dalle dimensioni relativamente contenute fu ripreso anche dalla Renault 9 del 1980, questa si rivolgeva ad un segmento superiore; infatti affiancò e poi, assieme alla sua variante 2 volumi Renault 11, sostituì la poco fortunata Renault 14.